# آرامگاه آقا سید سلیمان
بقعه آقا سید سلیمان مربوط به دوره قاجار است و در شهرستان رودسر، بخش رحیم آباد، روستای کاکرود واقع شده و این اثر در تاریخ ۲ آبان ۱۳۸۲ با شمارهٔ ثبت ۱۰۵۹۰ به‌عنوان یکی از آثار ملی ایران به ثبت رسیده است.